# セック (北欧神話)

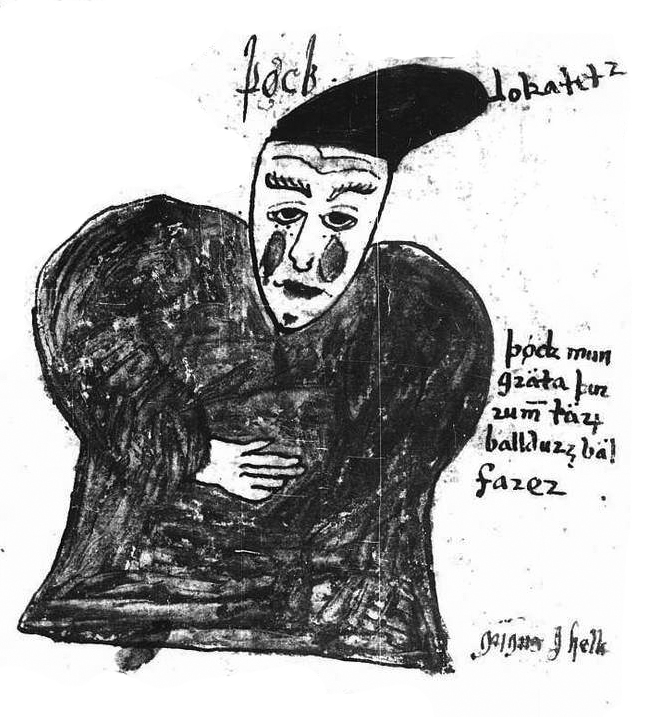
17世紀のアイスランドの写本『AM 738 4to』に描かれたセック。

セックまたはソック（古ノルド語: Þökk）は、北欧神話の女巨人で、実は変身したロキであるといわれている。殺害されたバルドルのために泣くことを彼女ひとりが拒否したため、バルドルはヘルヘイムに留まることを余儀なくされた。Þökk (Thökk) は「感謝、お礼」を意味する。
『スノッリのエッダ』第一部『ギュルヴィたぶらかし』によると、バルドルが殺されたあと、ヘルモーズは馬でヘルヘイムに向かった。死者の国の統治者であるヘルは、「世界中のすべてのものが彼のために涙を流すならばバルドルは生者の国に戻ってもよい」とヘルモーズに言った。これを聞いたアース神族は、世界中に使者を送り、あらゆるものに、バルドルのために泣いてくれるように頼んだ。そしてすべてのものがバルドルのために涙を流した。しかし、

「使者が使命を果たして戻ってきたとき、彼らは、ある洞窟の中に女巨人が座っているのを見つけた。彼女は、自分はセックだと名乗った。彼らは、ヘルヘイムからバルドルを取り戻すために泣いてほしいと彼女に懇願した。彼女は答えた。
セックは、バルドルの不幸な旅のために乾いた涙を流す。
生きていても死んでいても、
私は老人の息子（バルドル）を愛していなかった。
ヘルは自分が持つ者を手放すな！

後に人々は、そこにいた彼女が、アース神族の間で最も多くの悪をなしたラウフェイの息子ロキであったとみなしている。」

—ギュルヴィたぶらかし (49)